# Noyal
Noyal is een gemeente in het Franse departement Côtes-d'Armor (regio Bretagne). De plaats maakt deel uit van het arrondissement Saint-Brieuc. Noyal telde op 1 januari 2022 981 inwoners.

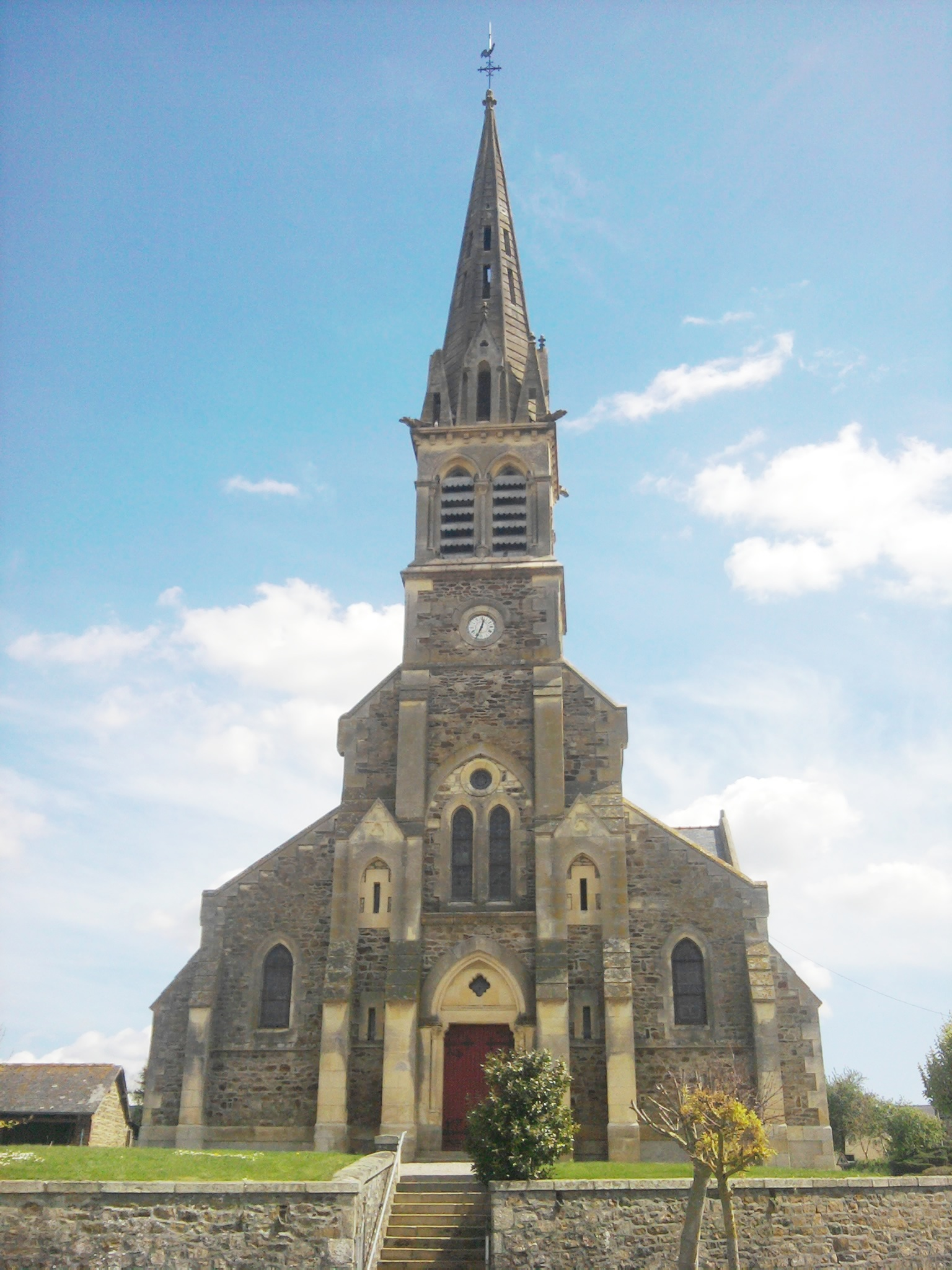
Kerk van Noyal
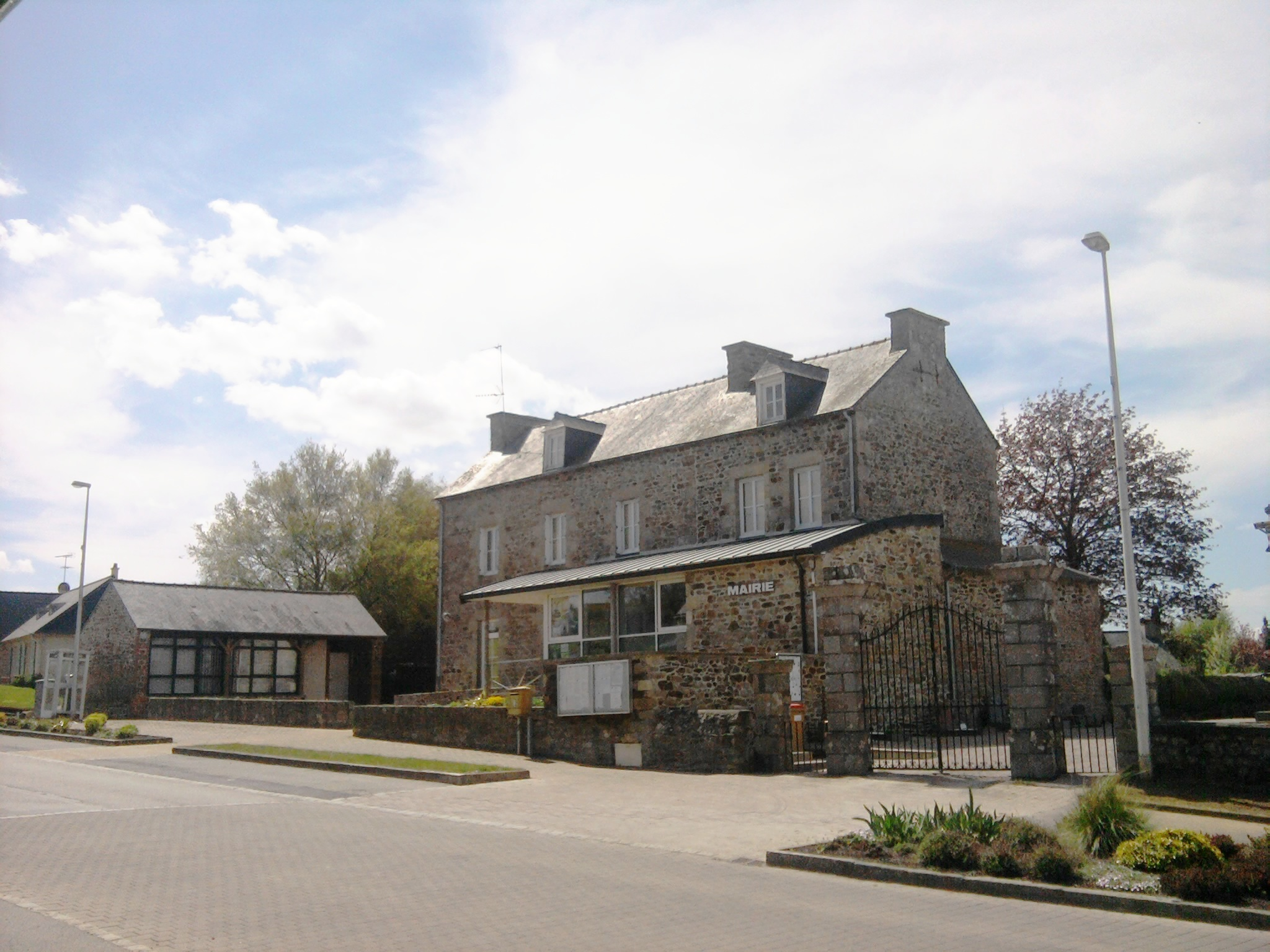
Gemeentehuis

## Geografie
De oppervlakte van Noyal bedroeg op 1 januari 2022 6,8 vierkante kilometer; de bevolkingsdichtheid was toen 144,3 inwoners per km².
De onderstaande kaart toont de ligging van Noyal met de belangrijkste infrastructuur en aangrenzende gemeenten.

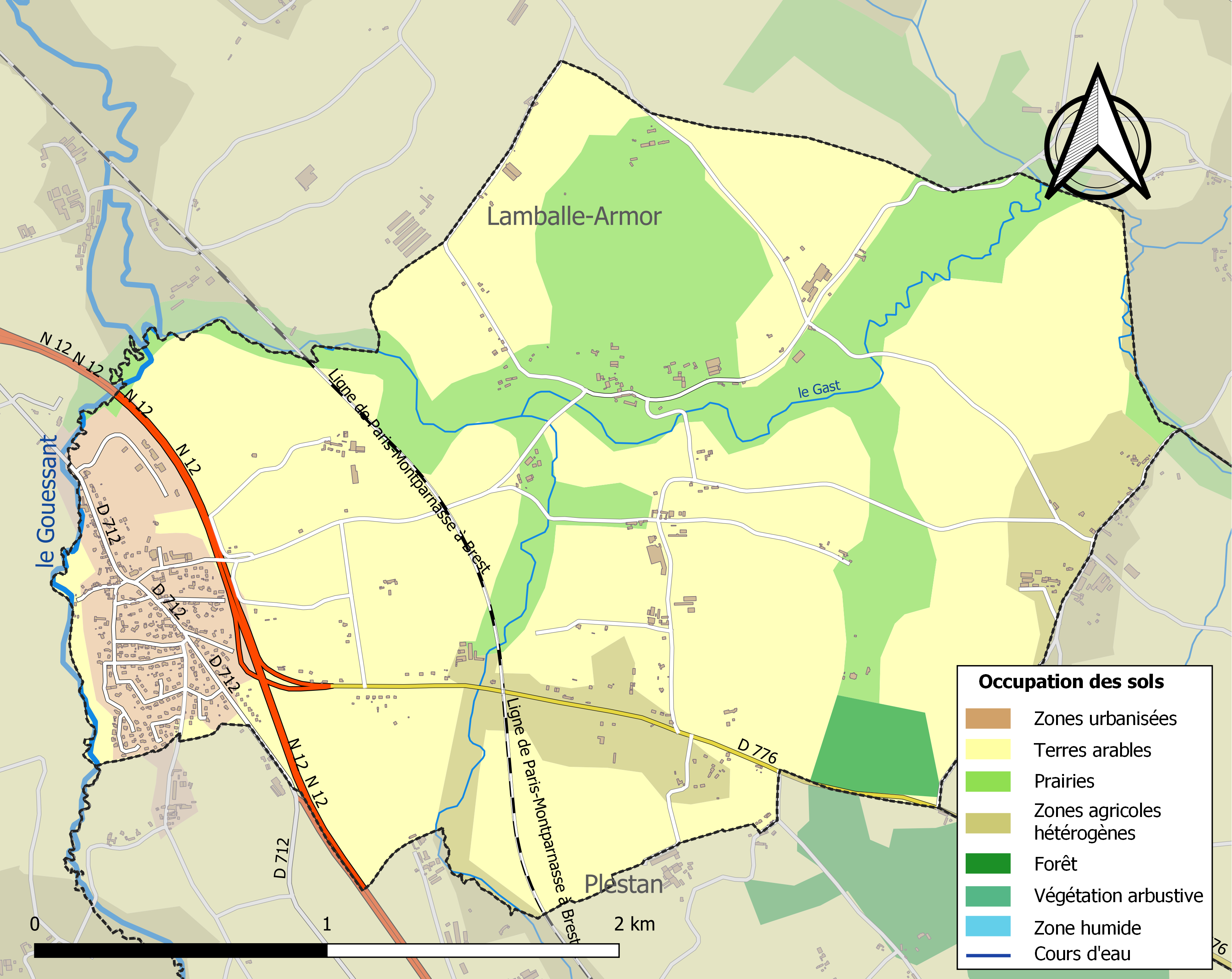

## Demografie
Onderstaande figuur toont het verloop van het inwonertal (bron: INSEE-tellingen).